# Tieling
Tieling (egyszerűsített kínai írással: 铁岭, pinjin: Tiělǐng) prefektúra szintű város Kínában, Liaoning tartományban. Lakosainak száma 2 388 294 fő (2020).

## Népesség
| 2010 | 2 717 732 |
| 2020 | 2 388 294 |

## Testvérvárosok
- Kanuma